# Canton d'Yssingeaux
Le canton d'Yssingeaux est une circonscription électorale française située dans le département de la Haute-Loire et la région Auvergne-Rhône-Alpes.

## Histoire
Le canton d'Yssingeaux est créé au XIXe siècle. Sa composition n'est pas modifiée lors du redécoupage cantonal de 2014.

## Représentation

### Conseillers généraux de 1833 à 2015
| Période           | Période          | Identité                                              | Étiquette              | Qualité |
| ----------------- | ---------------- | ----------------------------------------------------- | ---------------------- | --- |
| 1833              | 1839             | Joseph-Alphonse de Saignard de Choumouroux            | Majorité ministérielle | Maire d'Yssingeaux (1815-1831) Député (1815-1816)                                                                  |
| 1839              | 1848             | Ernest de Saignard de Choumouroux (fils du précédent) | Droite                 | Propriétaire Maire d'Yssingeaux (1863-1870 et 1871-1878)                                                           |
| 1848              | 1852 (décès)     | Alexis-Hector Charreyre (1793-1852)                   |                        | Avocat puis magistrat                                                                                              |
| 1852              | 1883             | Ernest de Saignard de Choumouroux (1811-1895)         | Droite                 | Propriétaire Maire d'Yssingeaux (1863-1870 et 1871-1878)                                                           |
| 1883              | 1895             | Émile Pouzols                                         | Droite                 | Maire d'Yssingeaux (1884-1888)                                                                                     |
| 1895              | 1901             | Calixte Dubois                                        | Républicain            | Maire d'Yssingeaux (1893-1900)                                                                                     |
| 1901              | 1925             | Auguste Michel                                        | Conservateur           | Médecin Député (1902-1906) Maire d'Yssingeaux (1889-1893)                                                          |
| 1925              | 1926 (invalidé)  | Antoine de Lagrevol                                   | RG                     | Maire d'Yssingeaux (1900-1929)                                                                                     |
| 1926-             | 1940             | Augustin Michel (fils d'Auguste Michel)               | FR                     | Député (1932-1940) Maire d'Yssingeaux (1929-1944) Nommé conseiller départemental en 1942                           |
|                   |                  |                                                       |                        | |
| 1945              | 1962 (décès)     | Alphonse Boncompain                                   | DVD                    | Médecin, poète occitan, ancien conseiller d'arrondissement                                                         |
| 1962              | 1966 (décès)     | Noël Barrot                                           | MRP puis CD            | Pharmacien Maire d'Yssingeaux (1945-1947 et 1965-1966) Député (1945-1966) Président du Conseil Général (1964-1966) |
| 18 septembre 1966 | 2004 (démission) | Jacques Barrot (fils du précédent)                    | CDP puis UDF puis UMP  | Député (1967-2004) Maire d'Yssingeaux (1989-2001) Ancien Ministre Président du Conseil Général (1976-2004)         |
| 2004              | 2015             | Madeleine Dubois                                      | UMP                    | Cadre de l'industrie pharmaceutique Conseillère municipale d'Yssingeaux Vice-Présidente du Conseil Général         |

### Conseillers d'arrondissement (de 1833 à 1940)
Le canton d'Yssingeaux avait deux conseillers d'arrondissement.
| Période                                  | Période      | Identité                                         | Étiquette | Qualité |
| ---------------------------------------- | ------------ | ------------------------------------------------ | --------- | --- |
| 1833                                     | 1840 (décès) | Jean-Antoine Chevalier père (1772-1840)          |           | Ancien avoué, Yssingeaux                                                                                    |
| 1833                                     | 1836         | François Eugène Labatie                          |           | Maire d'Yssingeaux                                                                                          |
| 1840                                     | 1848         | Casimir Duchamp                                  |           | Avoué, maire d'Yssingeaux (1833-1843)                                                                       |
| 1836                                     | 1839         |                                                  |           | |
| 1839                                     | 1845         | M. Marie Fayolle-Demans (de Mans)                |           | Ancien notaire à Yssingeaux                                                                                 |
| 1845                                     | 1848         | Samuel Hubert Tollin                             |           | Juge de paix à Yssingeaux                                                                                   |
|                                          |              |                                                  |           | |
|                                          | 1890 (décès) | Jules Ernest Louis Marie de Lagrevol (1853-1890) |           | Avocat, littérateur, poète, propriétaire à Yssingeaux                                                       |
|                                          |              |                                                  |           | |
| av.1919                                  |              | M. Roudil                                        |           | |
| 1919                                     |              | Henri Deléage                                    |           | Notaire, adjoint au maire d'Yssingeaux                                                                      |
| 1931                                     | 1934         | M. Duranton                                      |           | |
| 1934                                     | 1940         | Alphonse Boncompain (1885-1962)                  | Droite    | Médecin à Yssingeaux                                                                                        |
| 1934                                     | 1940         | M. Philibert                                     |           | |
| 1940                                     |              |                                                  |           | Les conseils d'arrondissement ont été suspendus par la loi du 12 octobre 1940 et n'ont jamais été réactivés |
| Les données manquantes sont à compléter. |              |                                                  |           | |

### Conseillers départementaux depuis 2015
| Période élective | Période élective | Mandat | Mandat           | Identité                                  | Nuance | Nuance | Qualité |
| ---------------- | ---------------- | ------ | ---------------- | ----------------------------------------- | ------ | ------ | --- |
| 2015             | 2021             | 2015   | 2017 (démission) | Jean-Noël Barrot (fils de Jacques Barrot) |        | MoDem  | Professeur d'économie Député des Yvelines (2017-2022) - Ministre (depuis 2022)                                                        |
| 2015             | 2021             | 2015   | 2021             | Madeleine Dubois                          |        | UDI    | Retraitée Vice-présidente chargée de l'éducation, de la culture, des patrimoines, des usages numériques, de la jeunesse et des sports |
| 2015             | 2021             | 2017   | 2021             | Georges Philibert                         |        | DVD    | Agriculteur à Beaux |
| 2021             | 2028             | 2021   | en cours         | Arthur Liogier                            |        | DVD    | Juriste et consultant en affaires publiques                                                                                           |
| 2021             | 2028             | 2021   | en cours         | Isabelle Valentin                         |        | LR     | Députée de la 1re circonscription de la Haute-Loire (depuis 2017)                                                                     |

### Résultats détaillés

#### Élections de mars 2015
Lors des élections départementales de 2015, le binôme composé de Jean-Noël Barrot et Madeleine Dubois (Union de la Droite) est élu au premier tour avec 52,90 % des suffrages exprimés, devant le binôme composé de Gabriel Jean Cardaire et Émilie Vocanson (FN) (26,57 %). Le taux de participation est de 55,55 % (5 336 votants sur 9 606 inscrits) contre 53,67 % au niveau départemental et 50,17 % au niveau national.

#### Élections de juin 2021
Le premier tour des élections départementales de 2021 est marqué par un très faible taux de participation (33,26 % au niveau national). Dans le canton d'Yssingeaux, ce taux de participation est de 40,34 % (4 012 votants sur 9 945 inscrits) contre 40,17 % au niveau départemental. À l'issue de ce premier tour, deux binômes sont en ballottage : Arthur Liogier et Isabelle Valentin (Union à droite, 66,58 %) et Pierre Bonnet et Huguette Liogier (DVD, 33,42 %).
Le second tour des élections est marqué une nouvelle fois par une abstention massive équivalente au premier tour. Les taux de participation sont de 34,36 % au niveau national, 37,53 % dans le département et 38,7 % dans le canton d'Yssingeaux. Arthur Liogier et Isabelle Valentin (Union à droite) sont élus avec 100 % des suffrages exprimés (3 018 voix pour 3 850 votants et 9 948 inscrits),,.

## Composition
Le canton d'Yssingeaux regroupe sept communes entières.
| Nom                                | Code Insee | Intercommunalité | Superficie (km2) | Population (dernière pop. légale) | Densité (hab./km2) | Modifier                                    |
| ---------------------------------- | ---------- | ---------------- | ---------------- | --------------------------------- | ------------------ | ------------------------------------------- |
| Yssingeaux (bureau centralisateur) | 43268      | CC des Sucs      | 80,57            | 7 380 (2022)                      | 92                 | modifier les données · modifier les données |
| Araules                            | 43007      | CC des Sucs      | 31,10            | 615 (2022)                        | 20                 | modifier les données · modifier les données |
| Beaux                              | 43024      | CC des Sucs      | 16,78            | 865 (2022)                        | 52                 | modifier les données · modifier les données |
| Bessamorel                         | 43028      | CC des Sucs      | 7,37             | 448 (2022)                        | 61                 | modifier les données · modifier les données |
| Grazac                             | 43102      | CC des Sucs      | 21,66            | 1 126 (2022)                      | 52                 | modifier les données · modifier les données |
| Lapte                              | 43114      | CC des Sucs      | 30,75            | 1 774 (2022)                      | 58                 | modifier les données · modifier les données |
| Saint-Julien-du-Pinet              | 43203      | CC des Sucs      | 17,20            | 487 (2022)                        | 28                 | modifier les données · modifier les données |
| Canton d'Yssingeaux                | 4319       |                  | 205,43           | 12 695 (2022)                     | 62                 | modifier les données                        |

## Démographie

### Démographie avant 2015
| 1962  | 1968  | 1975  | 1982  | 1990  | 1999   | 2006   | 2011   | 2012   |
| ----- | ----- | ----- | ----- | ----- | ------ | ------ | ------ | ------ |
| 9 763 | 9 707 | 9 790 | 9 898 | 9 663 | 10 400 | 11 394 | 11 928 | 12 035 |

### Démographie depuis 2015
En 2022, le canton comptait 12 695 habitants, en évolution de +3,6 % par rapport à 2016 (Haute-Loire : +0,36 %, France hors Mayotte : +2,11 %).
| 2013   | 2018   | 2022   |
| ------ | ------ | ------ |
| 12 059 | 12 447 | 12 695 |